# William Eden
Sir William Eden, 7. Baronet (* 4. April 1849 in Windlestone Hall; † 20. Februar 1915 in London) war ein britischer Adliger, Sportler und Künstler.
Er war der Sohn von Sir William Eden, 6. Baronet (1803–1873), und dessen Gattin Elfrida Iremonger († 1882) und wurde auf dem Sitz seiner Familie, Windlestone Hall bei Rushyford im County Durham, geboren.
Er besuchte das Eton College. 1868 trat er als Ensign des 28th (North Gloucestershire) Regiment of Foot in die British Army ein und wechselte 1870 als Cornet zu den 8th Hussars, wo er 1871 zum Lieutenant aufstieg. Beim Tod seines Vaters erbte er 1873 den 1672 in der Baronetage of England verliehenen Adelstitel 7. Baronet, of West Auckland in the County of Durham, und den 1776 in der Baronetage of Great Britain verliehenen Titel 5. Baronet, of Maryland. Zudem erbte er die mehr als 32 km² umfassenden Ländereien seines Vaters mit dem Familiensitz Windlestone Hall. Er legte daraufhin seinen Dienstposten in der Armee nieder und ließ sich als Großgrundbesitzer nieder. 
Er machte sich als Athlet in vielen Sportarten einen Namen: Er konnte mit den besten Profiboxern seiner Zeit mithalten und war ein Freund des Commonwealth-Meister im Schwergewichts-Boxen „Bombardier“ Billy Wells, der oft bei ihm wohnte; er war ein ausgezeichneter Reiter, der viele Hindernisrennen auf Pferden gewann, die er selbst trainiert hatte, und ein legendärer Meister der South Durham Hounds (1878–81; 1884–90); und er war einer der besten Sportschützen Englands.
Daneben sammelte er Gemälde und war auch selbst als Künstler aktiv. Seine Aquarelle wurden in regelmäßig beim New English Art Club und zahlreichen weiteren englischen Galerien ausgestellt.
1896 erhielt er das Amt des Honorary Colonel des 6. (Freiwilligen-)Bataillons der Durham Light Infantry, das er bis zu seinem Tod innehatte, und ihm wurde die Territorial Decoration verliehen. Zeitweise hatte er das Amt des Deputy Lieutenant des County Durham sowie eines Justice of the Peace für das County Durham inne.
1896 war er in einen Rechtsstreit über mehrere Instanzen mit dem Maler James McNeill Whistler verwickelt. Diesem hatte er für ein anders als bestellt ausgeführtes Gemälde seiner Gattin Sybil weniger bezahlt, als dieser für angemessen hielt, woraufhin Whistler den Scheck einbehielt und sich weigerte, das Gemälde herauszugeben. Der Fall veranlasste Whistler dazu, das Buch The Baronet and the Butterfly (1899) zu verfassen.
Aus seiner 1886 geschlossenen Ehe mit Sybil Frances Grey († 1945), Tochter des Gouverneurs von Jamaika Sir William Grey (1818–1878), hatte er sechs Kinder:
- Elfrida Marjorie Eden (1887–1943) ⚭ 1909 Leopold Greville, 6. Earl of Warwick;
- John Eden (1888–⚔ 1914), Lieutenant der 12th Royal Lancers;
- Sir Timothy Calvert Eden, 8. Baronet (1893–1963), ⚭ 1923 Edith Mary Prendergast;
- Robert Anthony Eden, 1. Earl of Avon (1897–1977), britischer Premierminister, ⚭ (1) 1923–1950 Beatrice Helen Beckett, ⚭ (2) 1952 Anne Clarissa Spencer-Churchill;
- William Nicholas Eden (1900–⚔ 1916), Midshipman der Royal Navy;
- ein namenloser Sohn (*† 1904).